# The Book of Gutsy Women
The Book of Gutsy Women: Favorite Stories of Courage and Resilience es un libro escrito en coautoría por Hillary Rodham Clinton, la ex primera dama, senadora y secretaria de Estado de Estados Unidos, y su hija Chelsea Clinton . Es el octavo libro de Hillary Clinton con su editor, Simon & Schuster.
Fue lanzado el 1 de octubre de 2019 e incluye retratos de "mujeres valientes", incluidas Chimamanda Ngozi Adichie, Mary Ritter Beard, Harriet Tubman, Edith Windsor y Malala Yousafzai . En muchos casos, los autores describen cómo estas personas influyeron en sus vidas y, en algunos casos, cómo las conocieron. Al explicar su motivación para escribir el libro, las autoras dicen: "Si la Historia muestra una cosa, es que el mundo necesita mujeres valientes. Por eso, en los momentos en que el largo camino parezca terriblemente largo, esperamos que usted saque fuerzas de estas historias. Nosotros lo hacemos". Hillary Clinton agregó: "Este libro es la continuación de una conversación que Chelsea y yo hemos tenido desde que era una niña, y estamos emocionadas de dar la bienvenida a otras personas a esa conversación".
El libro recibió avisos críticos de mixtos a positivos de los medios de comunicación que lo revisaron. Pasó diez semanas en la lista de los más vendidos del New York Times.

## Trasfondo
El primer libro escrito en coautoría por la madre y la hija, tiene secciones etiquetadas como "Hillary", "Chelsea" y "Hillary y Chelsea" para identificar quién escribió qué. La primera escribió a mano mientras que la segunda procuró utilizar software colaborativo, haciendo al proceso de escritura algo frustrante. El libro también fue escrito con la ayuda de Lauren Peterson, ex redactora de discursos de la fallida campaña presidencial de Hillary Clinton de 2016 . No hay notas a pie de página u otras indicaciones en el libro sobre de dónde proviene la investigación de los perfiles.
Los términos financieros del libro no se dieron a conocer cuando se anunció el proyecto en agosto de 2019.

## Contenido
Más de cien mujeres aparecen en el volumen, seleccionadas de más de doscientos ensayos que escribió la dupla. Los trabajos van desde la monja del siglo XVII y erudita autodidacta Juana Inés de la Cruz hasta la activista climática adolescente contemporánea Greta Thunberg, e incluyen mujeres que son poco conocidas por el público en general. Algunos de los temas menos familiares incluyen a la astrónoma Caroline Herschel, la doctora Mary Edwards Walker, la pediatra y profesora Mona Hanna-Attisha y la defensora de los derechos de las mujeres Manal al-Sharif. Algunos miembros de la familia de los Clinton también se incluyen como sujetos.
La imagen de la portada muestra, como afirman los autores, un grupo de mujeres bomberas en un ejercicio de entrenamiento en el Astillero Naval de Pearl Harbor en algún momento después de la entrada de Estados Unidos en la Segunda Guerra Mundial. (La fotografía a menudo se ha etiquetado erróneamente como realizada durante el ataque a Pearl Harbor . La historia detrás de la imagen en blanco y negro fue contada por el reportero de investigación Bill Dedman en 2011. Fue coloreada para la portada de este libro.)

### Lista completa
Estas son las entradas del libro, que se enumeran en su índice:

#### Inspiraciones tempranas
- Primeras inspiraciones
- Harriet Tubman
- Anna Pavlova, Isadora Duncan, Maria Tallchief y Virginia Johnson
- Helen Keller
- Margaret Chase Smith
- Margaret Bourke-White
- Maria von Trapp
- Ana Frank
- Rigoberta Menchú Tum
- Jackie Joyner-Kersee y Florence Griffith Joyner

#### Pioneras de la educación
- Sor Juana Inés de la Cruz
- Margaret Bancroft
- Juliette Gordon Low
- Maria Montessori y Joan Ganz Cooney
- Mary McLeod Bethune
- Esther Martinez
- Daisy Bates
- Patsy Mink, Bernice Sandler y Edith Green
- Edith Green
- Salón Ruby Bridges
- Malala Yousafzai

#### Defensoras de la Tierra
- Marjory Stoneman Douglas
- Rachel Carson
- Jane Jacobs y Peggy Shepard
- Jane Goodall y " The Trimates "
- Wangari Maathai
- Alice Min Soo Chun
- Greta Thunberg

#### Exploradoras e inventoras
- Caroline Herschel y Vera Rubin
- Ada Lovelace y Grace Hopper
- Margaret Knight y Madame CJ Walker
- Marie Curie e Irène Joliot-Curie
- Hedy Lamarr
- Sylvia Earle
- Sally Ride
- Mae Jemison

#### Sanadoras
- Florence Nightingale
- Clara Barton
- Elizabeth Blackwell, Rebecca Lee Crumpler y Mary Edwards Walker
- Betty Ford
- Mathilde Krim
- Dra. Gao Yaojie
- Dra. Hawa Abdi
- Flossie Wong-Staal
- Molly Melching
- Dra. Mona Hanna-Attisha
- Vacunadoras

#### Atletas
- Alice Coachman y Wilma Rudolph
- Junko Tabei
- Billie Jean King
- Diana Nyad
- Abby Wambach
- Michelle Kwan
- Venus y Serena Williams
- Ibtihaj Muhammad
- Tatyana McFaddenn
- Caster Semenya
- Aly Raisman

#### Defensoras y activistas
- Dorothy Height y Sojourner Truth
- Ida B. Wells
- Eleanor Roosevelt
- Elizabeth Peratrovich
- Rosa Parks y Claudette Colvin
- Coretta Scott King
- Dolores Huerta
- Las Pacificadoras
- Victoria Mxenge
- Ai-jen Poo
- Sarah Brady, Gabby Giffords, Nelba Màrquez-Green, Shannon Watts y Lucy McBath
- Nza-Ari Khepra, Emma González, Naomi Wadler, Edna Chavez, Jazmine Wildcat y Julia Spoor
- Becca Heller

#### Narradoras
- Maya Angelou
- María Barba
- Jineth Bedoya Lima
- Chimamanda Ngozi Adichie
- América Ferrera
- Ali Stroker
- Amani Al-Khatahtbeh

#### Líderes elegidas
- Bella Abzug
- Shirley Chisholm
- Ann Richards
- Geraldine Ferraro
- Barbara Jordan
- Barbara Mikulski
- Ellen Johnson Sirleaf
- Wilma Mankiller
- Michelle Bachelet
- Danica Roem

#### Pioneras
- Frances Perkins
- Katharine Graham
- Constance Baker Motley
- Edie Windsor
- Ela Bhatt
- Temple Grandin
- Ellen DeGeneres
- Maya Lin
- Sally Yates
- Kimberly Bryant y Reshma Saujani

#### Defensoras de los derechos de la mujer
- Rosa May Billinghurst
- Las sufragistas
- Sophia Duleep Singh
- Fraidy Reiss
- Manal al-Sharif
- Nadia Murad

## Actividades de promoción
Tras el lanzamiento del libro, los autores aparecieron en varios programas de televisión para difundirlo. También organizaron una gira promocional por todo el país, con algunas apariciones bajo el título "Una noche y conversación con Hillary Rodham Clinton y Chelsea Clinton". Las ventas fueron rápidas en algunos lugares, y las entradas para una aparición en la Iglesia Metodista Unida Trinity en Denver desaparecieron en una hora.
Hillary Clinton recibió atención adicional durante las entrevistas para el libro, ya que su publicación coincidió con la presentación de una petición oficial de juicio político contra el hombre que la había derrotado en las elecciones de 2016. En una presentación en la gira de libros en el National Constitution Center en Filadelfia, que atrajo a unas 650 personas, dijo: "Qué apropiado que hablemos de una crisis constitucional como la que estamos viviendo, aquí mismo en el Constitution Center". Preguntó si alguien en el partido del presidente estaba dispuesto a actuar como la pionera senadora estadounidense Margaret Chase Smith, quien era uno de los perfiles del libro.

## Recepción
El libro recibió una atención positiva de Viv Groskop, que escribía para el periódico británico i, quien elogió las "historias bellamente escritas de la vida de las mujeres" y lo caracterizó como "posiblemente una novedad: un artefacto cultural inspirado en una madre y una hija que no es ni vergonzosamente sentimental ni terriblemente pesado". Groskop concluyó diciendo: "Todo esto se siente como una declaración contenida de rebelión y también como una especie de consuelo". La autora feminista Jo Freeman, que escribe para SeniorWomenWeb, dijo: "Este es un libro que toda mujer joven necesita leer". Nancy Gilson en The Columbus Dispatch escribió que "un sentido de camaradería femenina impregna el libro... Es un placer leer sobre las heroínas favoritas y un placer aún mayor descubrir otras nuevas ".
Otros fueron más críticos, como Madeline Grant de The Daily Telegraph, quien criticó el libro por no incluir a Margaret Thatcher, "la mujer más valiente" en sus palabras. Keziah Featherstone, que escribe para TES, dijo que para los educadores el libro fue "una gran introducción para aquellos que se dedican a un plan de estudios diverso y representativo... la variedad incluida es indudablemente excelente". Pero señaló que la obra "está enmarcada como una larga (larga) conversación entre madre e hija" y dijo que era un perjuicio para los lectores a quienes no les importaban mucho los Clinton.
The Book of Gutsy Women vendió casi 30.000 copias impresas en su primera semana de disponibilidad, bueno para un segundo lugar en el ranking de no ficción para adultos del Publishers Weekly. El libro debutó en el número dos en la lista de los más vendidos del The New York Times por su combinación de ejemplares de no ficción impresos y electrónicos durante la semana del 20 de octubre de 2019. En las semanas siguientes bajó al número ocho y luego al trece, desapareció de la lista, luego reapareció durante dos semanas más en los números catorce y diez, desapareció de la lista y luego volvió a aparecer en el número quince. Salió de la lista nuevamente, solo para reaparecer durante la temporada de compras navideñas en el número ocho y luego en el número seis. A esto le siguió una caída al número trece y luego, para su aparición final, al número quince para la semana del 12 de enero de 2020. En total, había aparecido en la lista durante diez semanas no consecutivas.